# Vasco Núñez de Balboa
Vasco Núñez de Balboa (Jerez de los Caballeros, Badajoz, Španjolska,  između 12. – 21. siječnja 1475. - 1519. Acla, Panama) španjolski istraživač, upravitelj i osvajač. Poznat kao prvi Europljanin koji je doveo ekspediciju na obale Tihog oceana 1513. godine. 

## Životopis
Godine 1500. de Balboa je doputovao u Novi svijet i nakon nekoliko ekspedicija stalno se naselio na otoku Hispaniola. Osnovao je naselje Santa María la Antigua del Darién u današnjoj Panami 1510. godine koje je bilo prvo stalno europsko naselje na američkom kontinentu. Godine 1513. krenuo je preko Panamske prevlake i 25. rujna ugledao Tihi ocean. Stigavši na njegovu obalu nekoliko dana poslije, nazvao ga je Mar del Sur (Južno more) i proglasio vlasništvom španjolskog kralja. Imenovan je kraljevskim namjesnikom novootkrivenog mora i pokrajine Paname. Sukobljavao se s Pedrom Ariasom de Ávilom (Pedrarias Dávila), guvernerom novoosnovane regije Castilla del Oro koji ga je na temelju lažnih optužbi dao pogubiti.